# 本特·诺尔比
本特·诺尔比（挪威語：Bente Nordby，1974年7月23日—），挪威女子足球运动员。她曾代表挪威国家队参加1996年和2000年夏季奥林匹克运动会足球比赛，获得一枚金牌和一枚铜牌。